# 太陽湖 (青海)
太阳湖是一个位于中国青海省治多县的湖泊，属于可可西里自然保护区。1994年1月18日，杰桑·索南达杰只身与18名盗猎藏羚羊分子在太阳湖畔展开激烈枪战，杰桑阵亡。